# Huliganism i Sverige

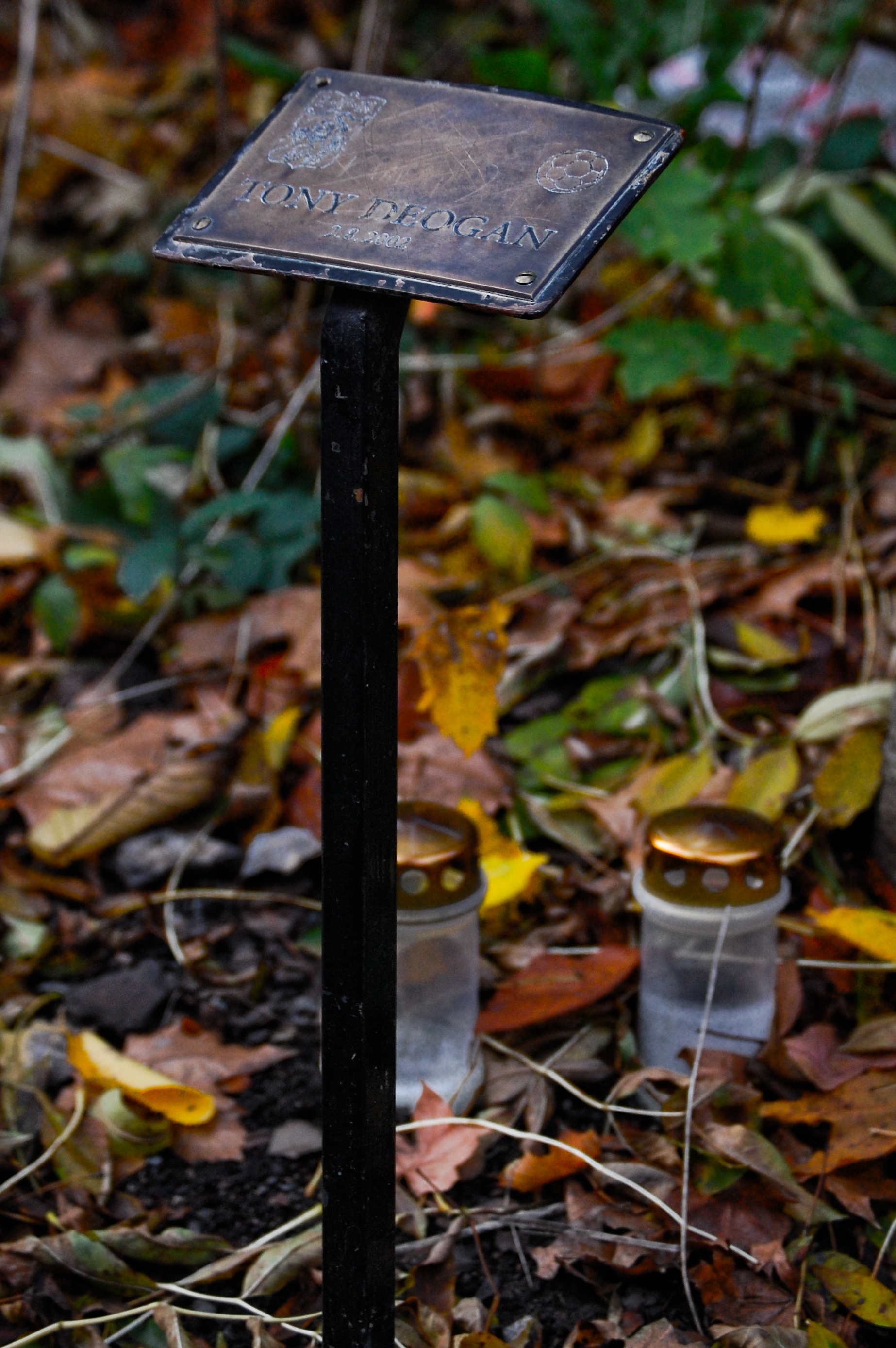
Minnesmärke över Tony Deogan, Sveriges första dödsoffer för fotbollshuliganism.

Huliganism, i betydelsen våld utfört av idrottspublik, finns belagt i Sverige sedan 1900-talet, och slog i sin moderna form igenom under 1970-talet. Den har under 2000-talet bedrivits framför allt av huliganfirmor med anknytning till elitklubbarna i herrfotboll, och i något mindre omfattning i ishockey eller bandy.

## 1900–1970
Från början av 1900-talet fram till första världskriget uppstod det ofta slagsmål mellan IFK Göteborg och Örgryte IS supportrar under derbyn på Walhalla idrottsplats.
I augusti 1916 förekom spottloskor samt att planen på Walhalla IP stormades då Örgryte mötte USA:s landslag.
Landskrona BoIS var tidigt en ökänd klubb. BoIS-publiken kastade sten på IFK Malmö-spelarna 1918. Föreningen fick sätta in uppmaningar i programbladet att sköta sig och hålla hyfsat språk mot domaren. 1927 var föreningen nära att bli utesluten ur allsvenskan på grund av publikens uppträdande. Då drog BoIS-ledningen öronen åt sig och försökte få mer hyfs på dem.
När Sverige den 18 juli 1926 besegrade Italien med 5-3 i en landskamp på Stockholms stadion, kallades polisen in för att skydda domarna från det överfall de utsattes för av italienarna. Svenska åskådare ville dock "göra upp" med italienarna, vilket resulterade i skandalscener som senare inte kom att upprepas under hela 1900-talet i en landskamp i Sverige.
Från 1920-talet fram till andra världskriget hade Landala IF Göteborgs huliganstämpel. Förorten var stadens mest tätbefolkade och stora ungdomsgäng uppträdde inte sällan hotfullt mot motståndarlagen under sina hemmamatcher.
Hammarbys supportrar hade sedan länge haft ett rykte av fylla och planstormningar. 1967 skrev klubben ett nödrop i sin 70-årsskrift "Hjälp till att kupera svansen". Problemet kallades "engelska sjukan" och under deras matcher kastades ibland tomglas in på fotbollsplan.
Örebro SK besegrade i sista omgången 1970 regerande mästarna IFK Göteborg hemma på Eyravallen med 1-0, och därmed åkte IFK Göteborg ur serien. Publikbråk uppstod då fans till IFK Göteborg rusade in och försökte riva ner målburen i hopp om omspel, matchen avbröts med cirka 8 minuter kvar och IFK Göteborg degraderades.

## Från 1970-talet

### Fotboll
- 1971: Under Vårderbyt mellan Hammarby och AIK 1971 sprang en hammarbysupporter in på plan och slog ner AIK:s Jörgen Bengtsson.[6]
- 1973 gjorde Hammarby 4 mål sista tio minuterna i ett derby mot Djurgården, och vann med 4-1. En upprörd djurgårdare sprang in på plan och sparkade omkull Hammarbys Kenneth Ohlsson. Kenta valde att inte anmäla efter att ha samtalat med djurgårdsanhängarens far, då han fick reda på hans psykiska ohälsa samt drogproblem.
- 1979: i derbyt mellan HIF-DIF på Råsunda hade Djurgården sin klack på norra läktaren, vars kärna var skrudad i blågulröda militärhjälmar. Det fanns även hammarbyare på norra kortsidan (sektionerna var inte uppdelade på den tiden) som både under och efter matchen drabbade samman med DIF-klacken.[7]
- 1980 när Hammarby mötte Landskrona på Söderstadion kastades det in en stor mängd glasflaskor in på planen efter att Landskronaspelaren Mats Aronsson provocerat klacken efter ett mål. Några supportrar sprang även in på planen. Hammarby Supporterklubb slutade därför att arrangera bussresor till bortamatcher för fansen. Året därpå startades Bajen Fans. Incidenten gjorde även så att medhavd alkohol till allsvenska matcher förbjöds.[8]
- 1981 jagade hammarbyskinheads AIK:are utanför Råsunda med diverse tillhyggen och även en yxa.
- 1984 ställde sig en mindre grupp hammarbycasuals i AIK-klacken på norra ståplats, därefter utbröt ett större slagsmål mot Black Army under andra halvlek.
- 1991 ställdes futsalturneringen Nackas minne in, då huliganismen blivit alltför påtaglig.[9] Djurgården och AIK hade sedan flera år samlats i en gemensam liga på Nackas Minne för att göra upp mot Hammarby. 1990 ändrade AIK planerna och stormade oväntat Kvarnen på Södermalm. Hammarbyare som försökt konfrontera Djurgårdare på Globen fick senare reda på incidenten på Södermalm. Och hamnade därefter i en konfrontation med polisen när klacken försökt ta sig an Djurgårdsklacken igen. Hammarbyarna satte även eld på läktaren.

Under 2000-talets första decennium har huliganerna isolerats till så kallade firmor, som i allmänhet håller sig till organiserade och obeväpnade dueller mot varandra. Åren 2000 och 2001 installerades övervakningskameror på alla allsvenska arenor.
- 2001 anfölls sex hammarbyare av ett 40-tal IFK Göteborgsanhängare i centrala Göteborg, en av hammarbyarna föll i koma under två veckor.[11]
- Tony Deogan, som var medlem i Wisemen, dödades i juli 2002 av AIK-anhängare i Stockholm under ett större slagsmål mellan klubbarnas huliganer.[12]
- Inför den allsvenska premiären mellan Helsingborg och Djurgården 2014, avled djurgårdssupportern Stefan "Myggan" Isaksson efter en misshandel. När djurgårdsanhängare fick nys om nyheten stormades planen och matchen fick avbrytas till följd av oroligheterna.[13]

Följande ansågs vara de viktigaste fotbollsfirmorna år 2021:
- IFK Göteborg - Wisemen(WM)
- Djurgården - Djurgårdens Fina Grabbar (DFG), Djurgårdens Yngsta (DY), Natural Selection Stockholm (NSS).
- Hammarby - Kompisgänget Bajen (KGB).  Brödraförbandet Bajen (BFB)
- AIK - Firman Boys (FB), AIK Youth Squad (AYS).
- Helsingborg - Frontline (FL), Helsingborgs Yngre (HBGY) och High Potentials (HP)
- Malmö FF - Brigada(BRGD)
- GAIS - Skogspatrullen(SP)

### Ishockey
- 1981 när Leksands IF tog emot Hammarby i Leksands Ishall hade några hammarbyanhängare hamnat i leksandsklacken. Slagsmål varade i stort sett hela matchen. En hammarbyit slog även en polis medvetslös av ett slag mot huvudet med skiftnyckel.[15]

### Huliganerna
En undersökning av de 86 personer som 2012 hade fått tillträdesförbud visade att en stor andel av dessa hade begått andra brott och använde droger. 57 procent var dömda för andra brott (och flera ytterligare under utredning för andra brott), drygt 30 procent var dömda för narkotika- eller dopningsbrott, och 24 procent var dömda för misshandel. Även domar för stöld och olaga hot var vanligen förekommande. 85 av 86 var män, med en genomsnittsålder på 25 år, och i hög utsträckning bosatta i storstadsområden; mer än en tredjedel bodde i Stockholm. De som fått tillträdesförbud var huvudsakligen fotbollssupportrar, men även ishockeysupportrar förekom bland dem.
Rikskriminalpolisen uppskattade år 2013 antalet så kallade risksupportrar till drygt 600.